# Karujaht Pärnumaal
Karujaht Pärnumaal, in het Nederlands vertaald als Berenjacht in Pärnumaa, is een Estische korte film uit 1914 geregisseerd door Johannes Pääsuke. De film staat bekend als de eerste Estische fictiefilm.